# Manon Lescaut (opera Giacoma Pucciniego)
Manon Lescaut – dramma lirico w 4 aktach Giacoma Pucciniego z 1893 roku.
Libretto, oparte na powieści Antoine’a Prevosta pt. Historia kawalera des Grieux i Manon Lescaut, zostało napisane niezależnie od siebie przez pięciu autorów, Ruggiera Leoncavalla, Marco Pragę, Giuseppe Giacosę, Domenico Olivę i Luigiego Illikę, a następnie zmodyfikowane przez kompozytora, który skompilował najlepsze jego zdaniem fragmenty pięciu wersji.
Manon Lescaut była trzecią operą Pucciniego i jego pierwszym wielkim sukcesem.

## Obsada
- Manon Lescaut  – sopran
- Lescaut, jej brat – baryton
- Kawaler des Grieux – tenor
- Geronte – bas
- Edmund, student – tenor
- Właściciel karczmy – bas
- Śpiewaczka – mezzosopran
- Nauczyciel tańca – tenor
- Sierżant łuczników – bas
- Kapitan marynarki – bas

## Treść
Czas akcji: Druga połowa XVIII wieku
Miejsca akcji kolejno: Amiens, Paryż, Hawr, Nowy Orlean
Akt I
Wieczorem na placu miejskim, przy którym znajdują się znane karczmy i domy gry, gromadzą się młodzi ludzie. Student Edmund śpiewa o urokach młodości. Wchodzi des Grieux, pogrążony w melancholii. Jego zachowanie staje się obiektem żartów zebranych. Tymczasem na plac zajeżdża dyliżans pocztowy z Arras, z której wysiadają Manon, jej brat sierżant Lescaut oraz Geronte. Des Grieux momentalnie zakochuje się w przepięknej Manon Lescaut. Podsłuchuje jej rozmowę z bratem, z której wynika, że młoda dziewczyna, zgodnie z poleceniem swojego ojca, ma wstąpić do klasztoru. Mimo tego, des Grieux podchodzi do niej, gdy jej towarzysze oddalają się na chwilę i prosi o spotkanie. Dziewczyna zgadza się.
Wracają Lescaut i Geronte. Ten drugi, stary już urzędnik państwowy, także zachwyca się piękną Manon. Gdy Lescaut dołącza do grupy studentów, by zagrać z nimi w karty, Geronte planuje porwanie dziewczyny, jednak podsłuchuje to Edmund i ostrzega des Grieux. Ten ostatni wyznaje Manon miłość i przekonuje ją, by pojechała razem z nim do Paryża opuszczoną karetką pocztową. Lescaut i Geronte ścigają ich.
Akt II
Dom Geronte w Paryżu
Manon opuściła des Grieux, gdy skończyły mu się oszczędności i została kochanką Geronte, za zgodą swojego brata. Kiedy przychodzi ją odwiedzić, Manon opowiada, że stary Geronte nudzi ją, i że żałuje lekkomyślnego porzucenia zakochanego w niej des Grieux. Jej złego humoru nie są w stanie poprawić sprowadzeni przez kochanka muzycy i tancerze. Po ich odejściu wychodzi także Geronte. Tymczasem Lescaut, pragnąc szczęścia siostry, sprowadza des Grieux. Kochankowie wyznają sobie niegasnące uczucie, jednak Manon nie umie zdecydować się na ucieczkę i ponowne życie w ubóstwie, porzucenie bogactwa domu Geronte.
Geronte wraca tymczasem, ironicznie pozdrawia des Grieux, Manon oznajmia mu, że nie może dłużej z nim być. Geronte wychodzi, zaś Manon i des Grieux cieszą się z odzyskanej wolności. Lescaut prosi ich, by czym prędzej uciekali, jednak próżność kobiety uniemożliwia jej porzucenie przepychu, jaki ją otaczał. W międzyczasie Geronte wraca z żołnierzami, którzy zabierają Manon do aresztu, nie pozwalając des Grieux iść razem z nią.
Intermezzo
Akt III
Manon została aresztowana jako nierządnica i ma zostać deportowana. Wysiłki des Grieux w celu jej uwolnienia nie powiodły się i kobieta ma razem z innymi więźniarkami zostać wysłana do Luizjany. Lescaut przekupuje strażnika, by ułatwić siostrze ucieczkę, jednak ten plan zawodzi. Manon dołącza do grupy wsiadających na statek i ma być wywieziona mimo litości, z jaką patrzy na nią, tak młodą i piękną, tłum. Rozpacz des Grieux sprawia, że kapitan statku pozwala mu wyjechać za ocean razem z ukochaną.
Akt IV
Des Grieux i Manon osiedlili się w Nowym Orleanie, jednak na urodę kobiety zwrócił uwagę bratanek gubernatora, co stało się przyczyną pojedynku z des Grieux. Kawaler, myśląc, iż zabił swojego przeciwnika, ucieka razem z Manon na pustynię, licząc na odnalezienie schronienia w jednej z wiosek założonych przez osadników brytyjskich. W czasie długiej i wyczerpującej wędrówki kobieta traci siły. Próba dostarczenia jej wody nie przynosi powodzenia i Manon Lescaut umiera w ramionach zrozpaczonego des Grieux.

## Historia utworu
Manon Lescaut jest pierwszym dużym sukcesem Pucciniego, choć nastąpił on stosunkowo późno – w czasie turyńskiej prapremiery Puccini miał już 35 lat. Wybór tematu był dość ryzykowny – Manon autorstwa Jules’a Masseneta triumfowała już od 1884 roku na scenach operowych Europy. Poza tym dzieło francuskiego rywala trzymało się ściśle oryginału Prévosta pod względem atmosfery i prowadzenia akcji. Puccini musiał być tego świadomy, jednak nie bał się zaryzykować i pokazać światu swojej interpretacji. Jak się okazało, była to słuszna decyzja. Dzieło przyniosło mu sławę, triumf i materialne bezpieczeństwo pozwalające spłacić długi, wykupić dom rodzinny w Lucce i willę w Torre del Lago, gdzie spędził resztę życia.

## Nagrania
- Mirella Freni, Plácido Domingo, Renato Bruson, dyr. Giuseppe Sinopoli (DG 1983)
- Maria Callas, Giuseppe Di Stefano, Giulio Fioravanti, dyr. Tullio Serafin (EMI 1957)
- Montserrat Caballé, Plácido Domingo, Vicente Sardinero, dyr. Bruno Bartoletti (EMI 1971)
- Maria Zamboni, Francesco Merli, Lorenzo Conati, dyr. Lorenzo Molajoli (EMI 1931)